# Melaenosia
Melaenosia pustulifera es una especie de araña araneomorfa de la familia Mimetidae. Es el único miembro del género monotípico Melaenosia. Es originaria de la India.